# پردنیزولون سدیم فسفات
پردنیزولون سدیم فسفات (انگلیسی: Prednisolone sodium phosphate) یک کورتیکواستروئید گلوکوکورتیکوئید مصنوعی و یک استر کورتیکواستروئیدی است.